# Anticorpi anti-citoplasma dei neutrofili

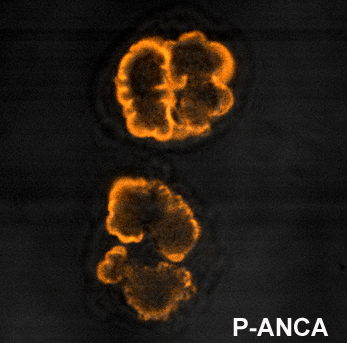
Granulociti evidenziati con immunofluorescenza, ricoperti da anticorpi che mostrano la disposizione perinucleare tipica dei p-ANCA

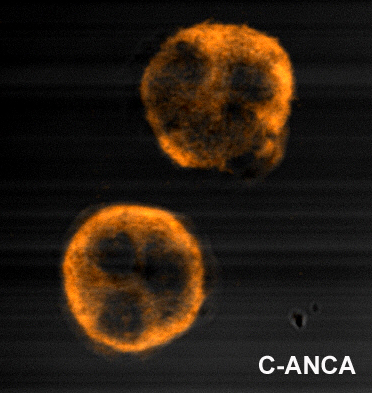
Aspetto granulare e diffuso nel citoplasma dei c-ANCA

Gli anticorpi anti-citoplasma dei neutrofili (spesso chiamati ANCA, dall'inglese anti-neutrophil cytoplasmic antibodies), costituiscono un gruppo di autoanticorpi, prevalentemente del tipo IgG, diretti contro antigeni situati nel citoplasma dei granulociti neutrofili (il tipo più numeroso di globuli bianchi) e dei monociti. Si possono rilevare nel siero, mediante un semplice esame del sangue, in molte malattie autoimmuni, ma in particolare sono associati con alcune forme di vasculiti, le cosiddette vasculiti ANCA-associate: granulomatosi di Wegener, poliangioite microscopica e sindrome di Churg-Strauss.

## Classificazione
Gli ANCA si possono suddividere in due classi, chiamate rispettivamente c-ANCA e p-ANCA, in base alla disposizione che assumono legandosi a neutrofili fissati con etanolo e al loro principale antigene bersaglio. Il titolo anticorpale degli ANCA si misura solitamente con metodica ELISA o con l'immunofluorescenza indiretta.
- I p-ANCA si legano alla cellula bersaglio intorno al nucleo (pattern perinucleare). L'antigene contro cui sono diretti è comunemente la mieloperossidasi (MPO).

- I c-ANCA si dispongono sulla cellula secondo un disegno di tipo granulare, diffuso nel citoplasma. L'antigene bersaglio più comune è la proteinasi 3 (PR3).

- Gli ANCA diretti contro antigeni diversi da MPO e PR3 possono, talvolta, assumere un aspetto "a chiazze" all'immunofluorescenza, e sono più comuni nei pazienti con malattie diverse dalle vasculiti, tre quelle associate con la produzione di ANCA.

- Un'ulteriore variante, detta x-ANCA, si può ritrovare nel corso di molte patologie, ma in particolare è frequente nelle malattie infiammatorie croniche intestinali.[4]

Solitamente i c-ANCA si ritrovano nella granulomatosi di Wegener (sono presenti nel 90% dei casi attivi),
mentre i p-ANCA sono associati con la poliangioite microscopica, con la glomerulonefrite rapidamente progressiva di tipo necrotizzante e con la sindrome di Churg-Strauss. In particolare, l’80% dei pazienti con malattia di Wegener sviluppa PR3-ANCA e il 15% MPO-ANCA, il 70% di quelli con poliangioite microscopica presenta MPO-ANCA e il 20% PR3-ANCA, mentre nella sindrome di Churg-Strauss compaiono nel 35% MPO-ANCA e nel 5% PR3-ANCA. 
In molte altre malattie autoimmuni, come la rettocolite ulcerosa e la spondilite anchilosante, è possibile trovare ANCA in circolo. In questi casi, comunque, non vi sono segni di vasculite, tanto che la presenza degli anticorpi è considerata incidentale, un epifenomeno più che una causa della malattia. Gli ANCA possono essere indotti da alcuni farmaci (propiltiouracile, idralazina) e dalla cocaina.

## Patogenesi
Il processo che porta alla produzione degli ANCA non è completamente conosciuto, sebbene siano state proposte diverse ipotesi. È probabile che esista una predisposizione genetica, verosimilmente legata a geni coinvolti nella regolazione immunitaria, ma con il contributo di fattori ambientali, come vaccinazioni o esposizione ad alcune sostanze (silicati).
Tuttavia nessuno dei meccanismi patogenetici proposti finora spiega il motivo delle diverse specificità di questi anticorpi.

### Teoria del mimetismo molecolare
I superantigeni microbici sono molecole espresse da batteri e altri microorganismi, capaci di stimolare la risposta immune mediante l'attivazione dei linfociti T. Alcune regioni di queste molecole possono presentare similitudini strutturali con molecole proprie dell'organismo ospite, inducendo una risposta immunologica diretta contro queste ultime (autoimmunità).
Gli antigeni streptococcici e stafilococcici, ad esempio, sono coinvolti nella genesi di molte malattie autoimmuni: un classico esempio è quello dello steptococco di gruppo A nella cardiopatia reumatica, indotta dalla somiglianza tra l'antigene M dello streptococco e alcune proteine strutturali delle cellule cardiache. 
È stato dimostrato che fino al 70% dei pazienti affetti da granulomatosi di Wegener è portatore cronico di Staphylococcus aureus a livello nasale e che i portatori hanno un rischio di recidiva otto volte più alto rispetto ai non portatori. La reazione immunitaria conseguente è un'ipersensibilità di secondo tipo.

### Teoria dell'apoptosi difettosa
L'apoptosi, o morte cellulare programmata, è fondamentale per i neutrofili (così come per molti altri tipi cellulari) per controllare la durata della risposta infiammatoria precoce e ridurre il danno tissutale indotto dagli stessi neutrofili. Gli ANCA potrebbero svilupparsi in seguito a un'apoptosi inefficace o ad una rimozione incompleta dei frammenti cellulari residui dopo l'apoptosi, che esporrebbe al sistema immunitario molecole normalmente sequestrate all'interno della cellula. Questa teorie spiegherebbe come sia possibile la formazione di anticorpi contro antigeni intracellulari, come quelli che costituiscono il bersaglio degli ANCA.

## Ruolo patogeno degli ANCA
Tre malattie sono particolarmente associate alla presenza degli ANCA nel circolo ematico: la granulomatosi di Wegener, la poliangioite microscopica e la sindrome di Churg-Strauss. Colpendo prevalentemente i piccoli vasi (compresi i capillari glomerulari), tali condizioni patologiche interessano frequentemente il rene. 
Nel caso della granulomatosi di Wegener è stata dimostrata una correlazione positiva fra il titolo dei PR3-ANCA e l'attività di malattia. 
Studi in vitro e studi sperimentali nei topi hanno evidenziato che gli ANCA hanno azione patogena sui neutrofili. I neutrofili sensibilizzati da citochine proinfiammatorie (es. TNFa, IL-1) o prodotti microbici esprimono sulla superficie cellulare sia MPO che PR3. Gli ANCA si legano ai rispettivi antigeni di membrana, come pure ai recettori per il frammento costante delle Ig (Fcγ). Queste interazioni attivano i neutrofili, che secernono i propri granuli e rilasciano enzimi litici, citochine proinfiammatorie, radicali liberi dell’ossigeno, composti attivanti il complemento e neutrophil extracellular traps (NETS); questi elementi causano danno tessutale, provocando un'infiammazione delle pareti del vaso (vasculite), e potenziano la risposta autoimmune.  Inoltre, alcuni studi in vitro hanno evidenziato come gli ANCA reagiscono con le cellule endoteliali che esprimono l'antigene PR3.

## Storia
Gli ANCA furono descritti per la prima volta da Davies et al. nel 1982 nella glomerulonefrite segmentaria necrotizzante, e da van der Woude et al. nel 1985 nella granulomatosi di Wegener.
Il secondo incontro del gruppo di lavoro internazionale sugli ANCA, tenutosi nei Paesi Bassi nel mese di maggio 1989, ha stabilito la nomenclatura degli anticorpi suddividendoli in perinucleari e citoplasmici, mentre gli antigeni mieloperossidasi e proteinasi 3 sono stati scoperti rispettivamente nel 1988 e nel 1989. Le riunioni del consensus internazionale sono quindi proseguite con cadenza biennale.